# McBee
McBee és una població dels Estats Units a l'estat de Carolina del Sud. Segons el cens del 2000 tenia 714 habitants.

## Demografia
Segons el cens del 2000, McBee tenia 714 habitants, 282 habitatges i 195 famílies. La densitat de població era de 237,7 habitants/km².
Dels 282 habitatges en un 29,8% hi vivien nens de menys de 18 anys, en un 44,3% hi vivien parelles casades, en un 18,8% dones solteres, i en un 30,5% no eren unitats familiars. En el 27,3% dels habitatges hi vivien persones soles el 8,9% de les quals corresponia a persones de 65 anys o més que vivien soles. El nombre mitjà de persones vivint en cada habitatge era de 2,53 i el nombre mitjà de persones que vivien en cada família era de 3,09.
Per edats la població es repartia de la següent manera: un 26,1% tenia menys de 18 anys, un 8,7% entre 18 i 24, un 26,1% entre 25 i 44, un 26,9% de 45 a 60 i un 12,3% 65 anys o més.
L'edat mediana era de 38 anys. Per cada 100 dones de 18 o més anys hi havia 79,6 homes.
La renda mediana per habitatge era de 27.083 $ i la renda mediana per família de 34.688 $. Els homes tenien una renda mediana de 28.667 $ mentre que les dones 21.500 $. La renda per capita de la població era de 12.828 $. Entorn del 20,1% de les famílies i el 26,4% de la població estaven per davall del llindar de pobresa.

## Poblacions més properes
El següent diagrama mostra les poblacions més properes.